# 龍導尾鄧氏宗祠
鄧氏宗祠（粵拼：dang6 si6 zung1 ci4），堂號光裕（gwong1 jyu6），位於中華人民共和國廣州河南龍導尾龍珠里 / 海珠區寶崗大道龍延里2號 ，是清朝鄧世昌的祖祠，建立於清朝道光十四年（1834年）。1994年重修，並在此建立鄧世昌紀念館，1999年在此設立海珠博物館，为廣州市海珠區區屬博物館。2008年，成為廣東省文物保護單位。

## 沿革
1834年，茶商世家鄧氏起祠堂。
1894年，朝廷為紀念鄧世昌，撥錢擴建祠堂。
1949年之後，祠堂先後改成世昌小學、肺結核醫院。
1989年12月，成為廣州市文物保護單位。
1994年重修，醫院遷出，並建立鄧世昌紀念館，是廣州市唯一經中宣部批准成立的名人紀念館。